# Seznam nejprominentnějších hor na Slovensku

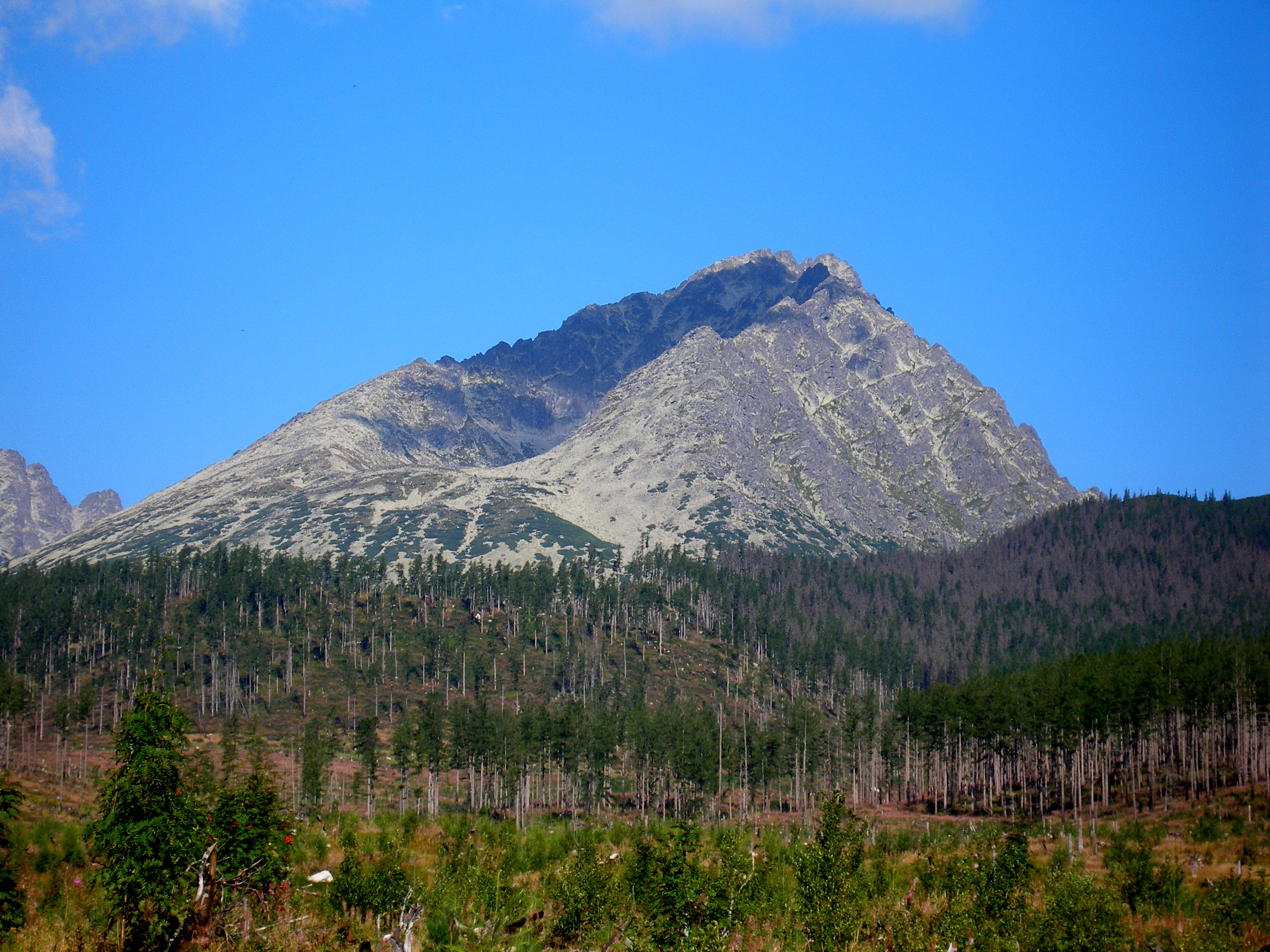
1. Gerlachovský štít (Vysoké Tatry)

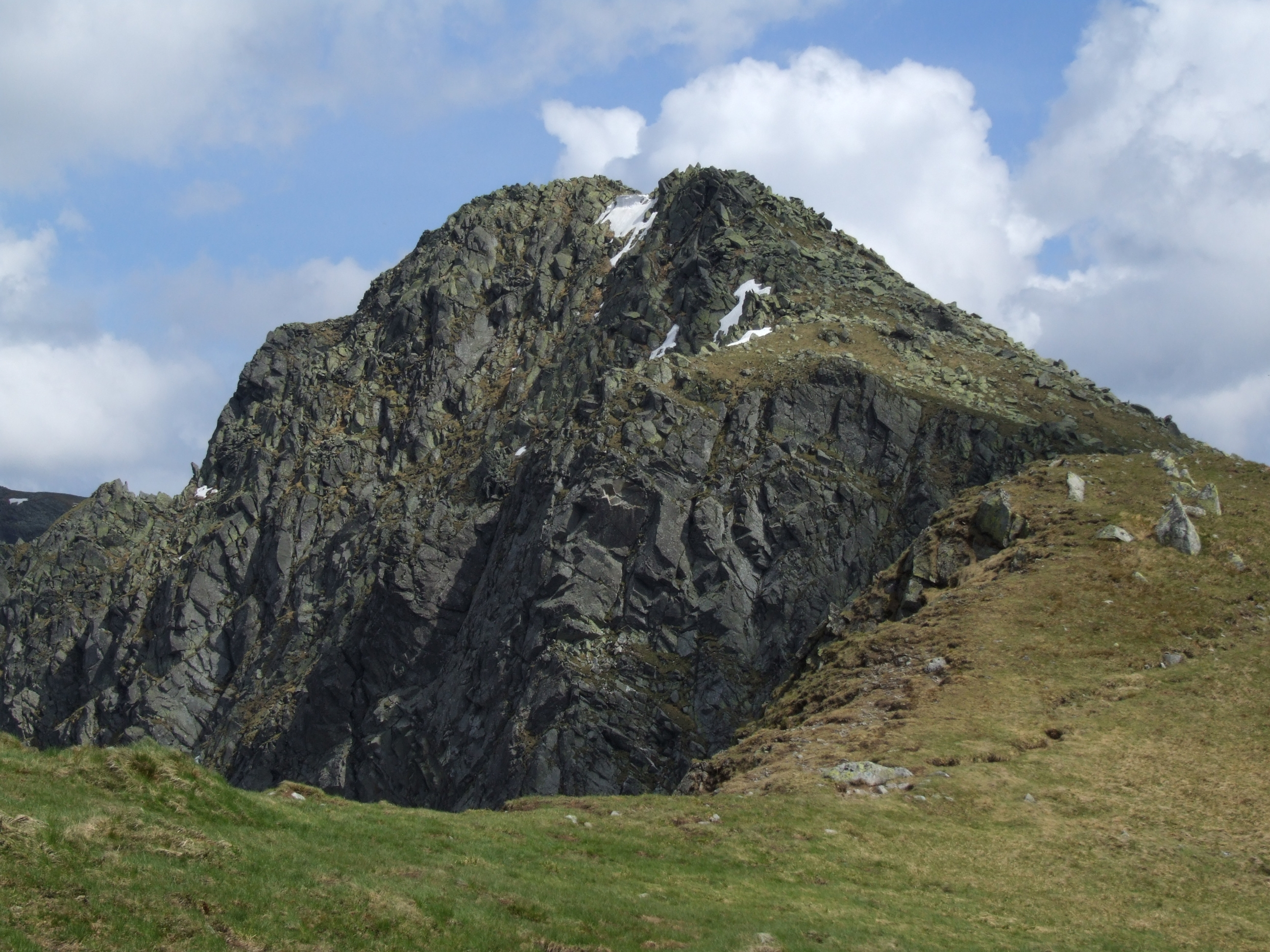
2. Ďumbier (Nízké Tatry)

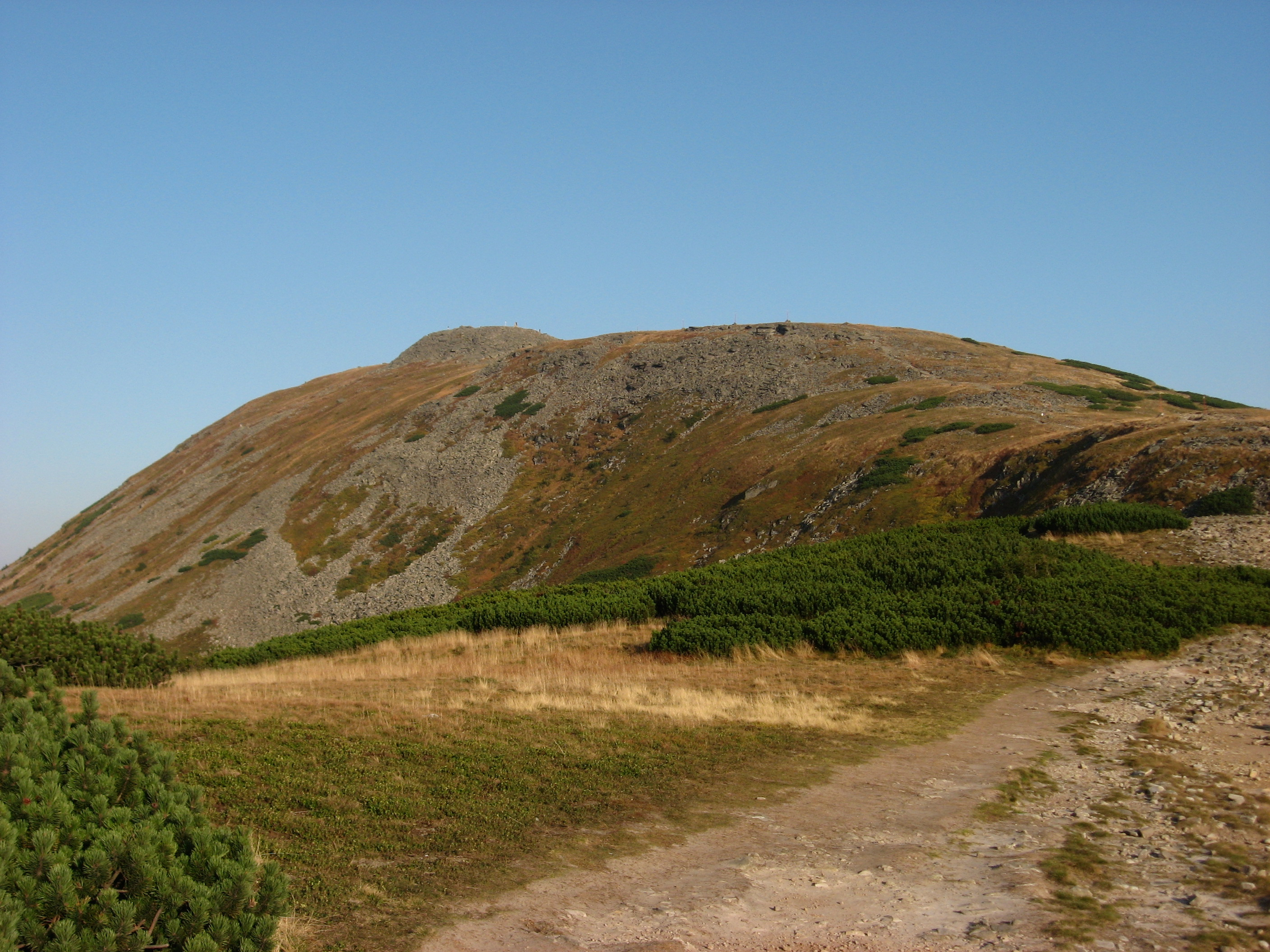
3. Babia hora (Oravské Beskydy)

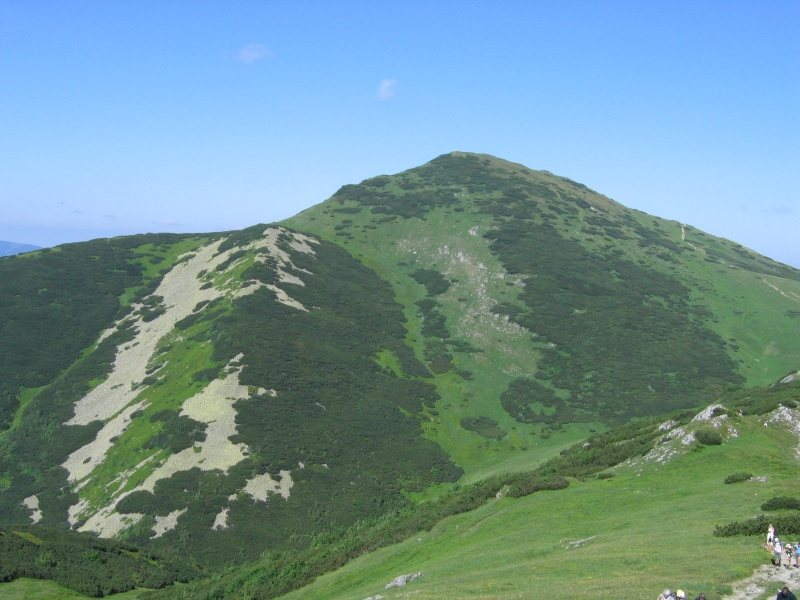
4. Velký Kriváň (Malá Fatra)

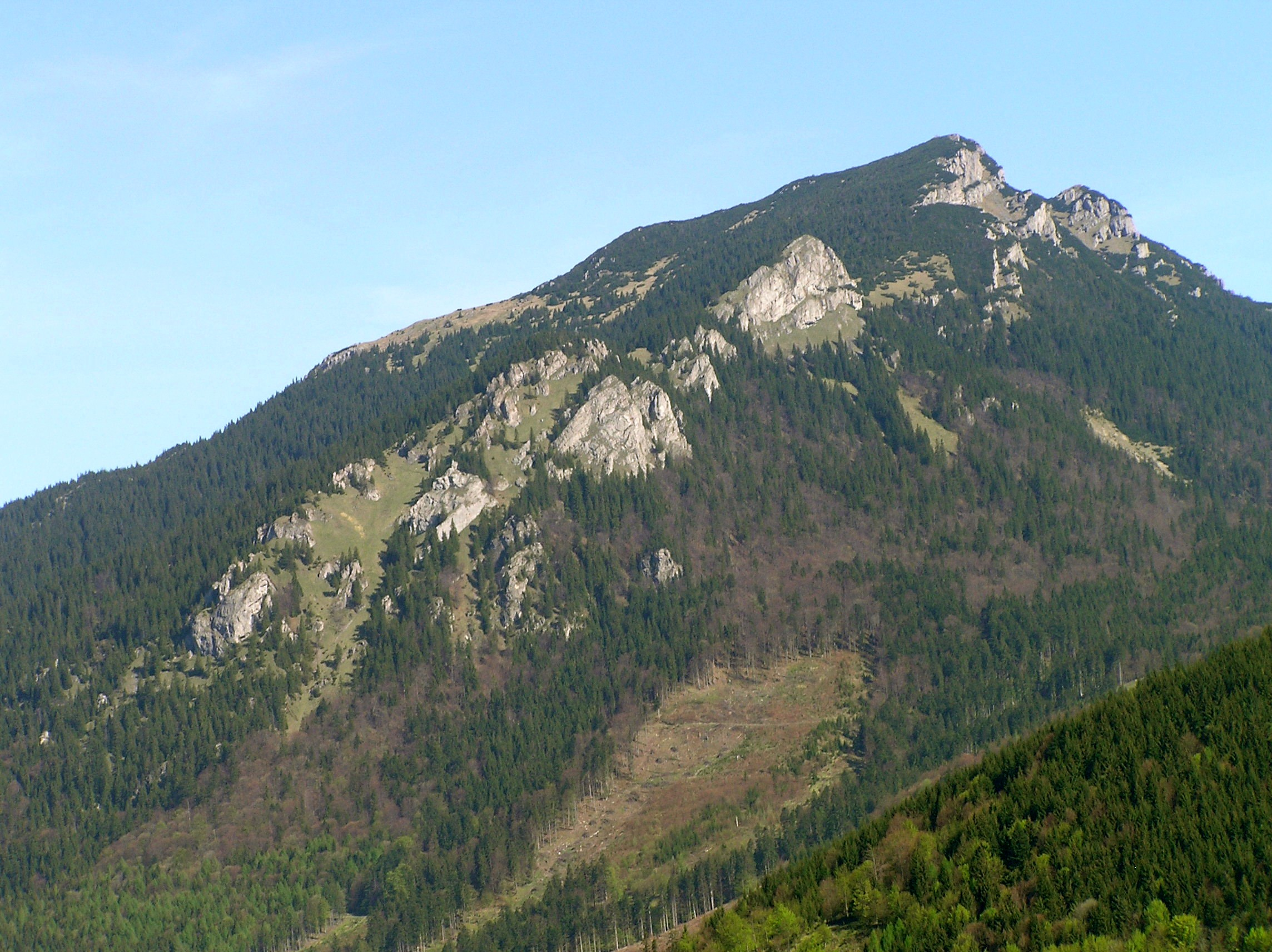
6. Veľký Choč (Chočské vrchy)

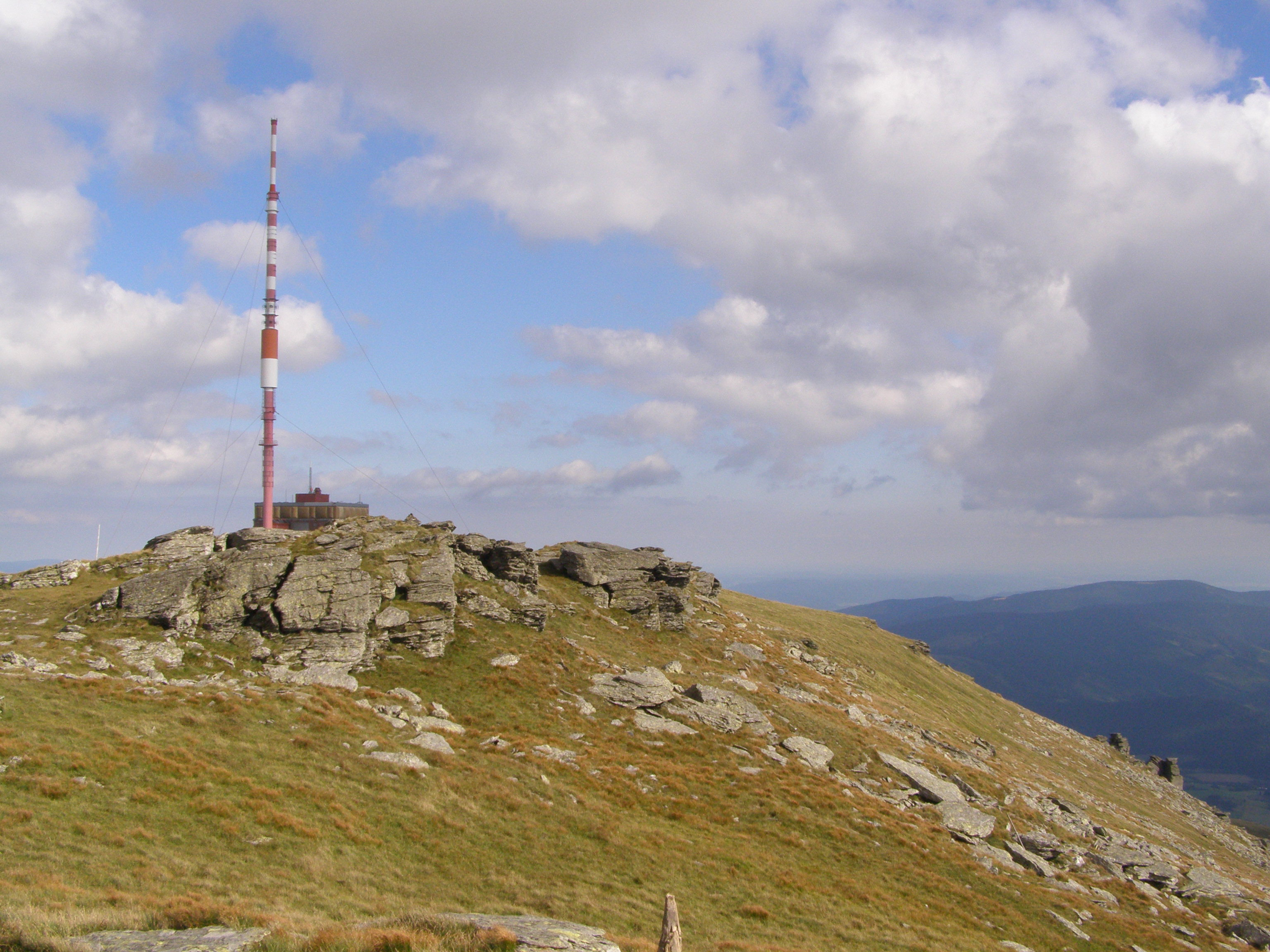
8. Kráľova hoľa (Nízké Tatry)

Seznam nejprominentnějších hor na Slovensku obsahuje všech 25 slovenských hor s prominencí nad 500 m:
| #   | Vrchol            | Pohoří            | Výška  | Promi- nence | Domi- nance | Klíčové sedlo       | Mateřský vrchol   |
| --- | ----------------- | ----------------- | ------ | ------------ | ----------- | ------------------- | ----------------- |
| 1.  | Gerlachovský štít | Tatry             | 2655 m | 2355 m       | 89%         | Moravská brána      | Mont Blanc        |
| 2.  | Ďumbier           | Nízké Tatry       | 2046 m | 1180 m       | 58%         | Šuňava              | Gerlachovský štít |
| 3.  | Babia hora        | Oravské Beskydy   | 1725 m | 1075 m       | 62%         | Baligówka           | Gerlachovský štít |
| 4.  | Velký Kriváň      | Malá Fatra        | 1709 m | 0958 m       | 56%         | Rovná hora          | Babia hora        |
| 5.  | Veľká lúka        | Malá Fatra        | 1476 m | 0897 m       | 61%         | Vyšehradské sedlo   | Ďumbier           |
| 6.  | Veľký Choč        | Chočské vrchy     | 1611 m | 0791 m       | 49%         | sedlo Vrchvrata     | Gerlachovský štít |
| 7.  | Šimonka           | Slanské vrchy     | 1092 m | 0762 m       | 70%         | sedlo Petič         | Ďumbier           |
| 8.  | Kráľova hoľa      | Nízké Tatry       | 1946 m | 0756 m       | 39%         | sedlo Priehyba      | Ďumbier           |
| 9.  | Pilsko            | Oravské Beskydy   | 1557 m | 0752 m       | 48%         | sedlo Hliny         | Babia hora        |
| 10. | Vtáčnik           | Vtáčnik           | 1346 m | 0736 m       | 55%         | S od Nová Lehota    | Ďumbier           |
| 11. | Poľana            | Poľana            | 1458 m | 0732 m       | 50%         | sedlo Zbojská       | Kráľova hoľa      |
| 12. | Vihorlat          | Vihorlatské vrchy | 1076 m | 0706 m       | 66%         | SZ od Kalná Roztoka | Riwna             |
| 13. | Inovec            | Považský Inovec   | 1042 m | 0692 m       | 66%         | JV od Jarky         | Veľká lúka        |
| 14. | Ostredok          | Velká Fatra       | 1592 m | 0672 m       | 42%         | Prašnické sedlo     | Ďumbier           |
| 15. | Vetrová skala     | Vihorlatské vrchy | 1025 m | 0615 m       | 60%         | SV od Podhoroď      | Vihorlat          |
| 16. | Javorie           | Javorie           | 1044 m | 0614 m       | 59%         | JV od Kriváň        | Poľana            |
| 17. | Čierna hora       | Levočské vrchy    | 1289 m | 0604 m       | 47%         | J od Poprad         | Kráľova hoľa      |
| 18. | Veľký Milič       | Slanské vrchy     | 0895 m | 0585 m       | 65%         | V od Ruskov         | Šimonka           |
| 19. | Sitno             | Štiavnické vrchy  | 1009 m | 0579 m       | 57%         | Bzovská Lehôtka     | Javorie           |
| 20. | Velká Javořina    | Bílé Karpaty      | 0970 m | 0571 m       | 60%         | JZ od Slavičín      | Lysá hora         |
| 21. | Minčol            | Čergov            | 1157 m | 0567 m       | 49%         | V od Pusté Pole     | Čierna hora       |
| 22. | Bystrá            | Tatry             | 2248 m | 0562 m       | 25%         | Tomanovské sedlo    | Gerlachovský štít |
| 23. | Šíp               | Velká Fatra       | 1170 m | 0555 m       | 47%         | Lopata              | Veľký Choč        |
| 24. | Salašiská         | Stolické vrchy    | 1132 m | 0553 m       | 49%         | sedlo Dielik        | Kráľova hoľa      |
| 25. | Minčol            | Oravská Magura    | 1396 m | 0550 m       | 39%         | Jasenovská          | Pilsko            |

Poznámka: Mateřský vrchol odpovídá tzv. Prominence parent, tj. nejbližšímu vyššímu a prominentnějšímu vrcholu na hřebeni za klíčovým sedlem.